# Знаменськ
Знаменськ (рос. Знаменск) — місто Астраханської області Росії. Населення — 24 628 осіб (2021 рік).
Адміністративний і житловий центр полігону Капустин Яр. Має статус закритого адміністративно-територіального утворення (ЗАТО), становить однойменне муніципальне утворення ( міський округ)  ЗАТО Знаменск  . В радянський період місто мало назву «Капустин Яр-1».
Поблизу міста розташований військовий аеродром та залізничний роз'їзд «85 км» на залізничній лінії Волгоград I - Верхній Баскунчак Приволзької залізниці, від станції до військового аеродрому веде кілька під'їзних шляхів.

## Географія
Знаменськ - найпівнічніше місто Астраханській області, розташоване на Прикаспійській низовини на лівому високому березі єрику Подстепка.  Висота над рівнем моря - 6 м.
По автомобільній дорозі відстань до обласного центру міста Астрахань становить 350 кілометрів, до найближчого міста Ленінськ Волгоградської області - 44 км .

## Історія
Заснований у зв'язку з формуванням і будівництвом в 1947 році полігону поблизу села Капустин Яр. Місце полігону було визначено 3 червня 1947 року постановою Ради Міністрів СРСР і ЦК ВКП (б) № 2642-817.
Спочатку майбутній Знаменськ складався з бараків, у яких проживали перші ракетники. Більша ж частина військовослужбовців була розселені в землянках, наметах та будинках села Капустин Яр. Починаючи з 1949 року почали з'являтися перші фінські будиночки. Капітальні будинки, казарми, адміністративні будівлі майбутнього міста почали зводитися в 1951 році. Щороку здавалося по декілька будинків, переважно двоповерхових. В 1962 році військове містечко отримало найменування Знаменськ з присвоєнням поштової адреси Капустин Яр-1.
В кінці 1980-х років в місті почали будуватися багатоповерхові будинки, виріс новий мікрорайон, жартома названий Простоквашино. 14 липня 1992 року місто набуло статусу закритого адміністративно-територіального утворення в складі Астраханської області. 27 січня 1993 року Капустин Яр-1 офіційно перейменоване в Знаменськ . 8 грудня 1996 року обрані представницький орган влади - міське представницьке Збори в складі 11 депутатів і виконавчий орган влади - Адміністрація ЗАТЕ. 25 жовтня 1996 року зареєстрований статут закритого адміністративно-територіального утворення місто Знаменськ .